# Нестор Байков
Нестор Тенев Байков или Байнов е български офицер и революционер, войвода на Вътрешната македоно-одринска революционна организация.

## Биография
Байков е роден на 21 септември 1872 година в казанлъшкото село Търничени, тогава в Османската империя. Завършва подофицерска школа и служи в 12 пехотен балкански полк на Българската армия.
На 5 март 1903 година Нестор Байков, заедно с Никола Вълчев и Димитър Андонов, като подофицер напуска полка си. В София се свързват със задграничното представителство на ВМОРО и в Кюстендил се присъединяват към прилепската чета на Константин Кондов, където вече е техният съгражданин Георги Христов Стайнов. Част от четата на Коста Кондов попада на засада при село Топлица като падат убити седем четници и войводата Никола Божков. Димитър Андонов и Нестор Байков реорганизират четата и я извеждат от засадата. По-късно отделението се присъединява към четата на Петър Ацев.
При подготовката на Илинденско-Преображенското въстание Нестор Байков е определен за ръководител на един от въстаническите райони и отговаря за военното обучение на околията. По време на въстанието Димитър Андонов и Нестор Байков водят две сражения с турски аскер при Дуйне и Старавина и организират снабдяването с барут, гилзи и олово от Битоля към Прилеп. Участват и в ръководената от Петър Ацев акция в село Живово - неуспешен опит за превземане на казармите. Водят още сражения при Нидже и Фаришките ханове, като прекъсват пътя между Прилеп, Кавадарци и Криволак. Гьорче Петров отказва предложението им за атака на казармите в град Прилеп.
След края на въстанието Нестор Байков се завръща в България и постъпва отново на военна служба в своя полк. Участва в Балканската и Междусъюзническата войни. По време на Първата световна война Нестор Байков служи в 28-и пехотен стремски полк и участва в сраженията при завоя на река Черна и е произведен в чин капитан. Награден е с ордени „За храброст“, IV степен и „Свети Александър“, V степен.
През 1928 г. напуска военната служба. Умира на 13 април 1955 година в родното си село Търничени.